# Agnès Merlet
Agnès Merlet (nacida el 4 de enero de 1959) es una directora de cine y guionista francesa. Estudió Bellas Artes en Orléans. Posteriormente, entró en el IDHEC.

## Obra
Su filmografía como directora es:
- Artémisia (1982), cortometraje
- L'arcane sans nom (1983), cortometraje
- La Guerre des pâtes (1985), cortometraje
- Poussières d'étoiles (1986), cortometraje
- Le Fils du requin (1993)
- Artemisia (Artémisia) (1997), es su obra más conocida.
- Dorothy Mills (2008)

Es la guionista de sus films Artemisia y Dorothy Mills. Figura como productora de Dorothy Mills y creó la letra para la canción "Nathalie, elle est jolie", de Le Fils du requin.

## Premios
- Prix Tournage del Festival de Aviñón de 1994 por Le fils du requin.
- Le Roger del Festival de cine Aviñón/Nueva York de 1998 por Artemisia.
- Premio Jean Vigo al mejor cortometraje por Poussières d'étoiles (1986)